# Tommy Mina
Tommy Mayer Mina Márquez (28 de octubre de 1999, Ecuador) es un futbolista ecuatoriano que juega de mediocampista y su equipo actual es el Delfín de la Serie A de Ecuador.

## Trayectoria
Se inició como futbolista en las categorías sub-12, sub-14, sub-16 y sub-20 del Rocafuerte. En el 2016 logró debutar con el equipo principal. De allí paso para la siguiente temporada a jugar cuatro meses al Fedeguayas de la Segunda Categoría de Ecuador y luego al Macará de la Serie A.
En el 2018 vuelve a la Segunda Categoría al jugar por el  Club Sur y Norte hasta el final de la temporada.
En el mes de febrero de 2019 llegó en condición libre a La Paz nuevamente de la Segunda Categoría, después es prestado al Delfín de la Serie A por 11 meses, terminando coronándose campeón de la Serie A de Ecuador 2019 obteniendo de esta manera su primer título en su carrera como futbolista profesional, también fue subcampeón de la Copa Ecuador 2018-19. A finales de diciembre regresa a Paz.
En enero de 2020 sus derechos deportivos fueron adquiridos por el conjunto cetáceo dónde fue subcampeón de la Supercopa de Ecuador 2020.

## Clubes
| Club                       | País    | Año               |
| -------------------------- | ------- | ----------------- |
| Rocafuerte                 | Ecuador | 2016              |
| Fedeguayas                 | Ecuador | 2017              |
| Macará                     | Ecuador | 2017              |
| Club Deportivo Sur y Norte | Ecuador | 2018              |
| La Paz                     | Ecuador | 2019              |
| Delfín (cedido)            | Ecuador | 2019              |
| La Paz                     | Ecuador | 2019              |
| Delfín                     | Ecuador | 2020 - Actualidad |

## Participaciones internacionales
| Torneo                 | Club   | País    | Resultado  |
| ---------------------- | ------ | ------- | ---------- |
| Copa Libertadores 2020 | Delfín | Ecuador | En disputa |

## Palmarés

### Campeonatos nacionales
| Título             | Club   | País    | Año  |
| ------------------ | ------ | ------- | ---- |
| Serie A de Ecuador | Delfín | Ecuador | 2019 |